# That's Not My Name
That's Not My Name este un cântec interpretat de formația britanică The Ting Tings. Piesa este cel de-al doilea single extras de pe albumul We Started Nothing și a fost promovată simultan cu primul disc single, „Fruit Machine”.

## Poziții în clasamente
| Clasamentele de specialitate (2008) | Poziția maximă |
| ----------------------------------- | -------------- |
| Austrian Singles Chart              | 49             |
| Australian ARIA Singles Chart       | 8              |
| Belgian (Flanders) Singles Chart    | 48             |
| Eurochart Hot 100                   | 7              |
| Canadian Hot 100                    | 57             |
| Croatia (International Singles)     | 10             |
| Czech Airplay Chart                 | 7              |
| Denmark                             | 10             |
| Dutch Singles Chart                 | 59             |
| German Singles Chart                | 42             |
| Irish Singles Chart                 | 2              |
| New Zealand Singles Chart           | 8              |
| Swedish Singles Chart               | 23             |
| Latvian Singles Chart               | 30             |
| Swiss Singles Chart                 | 56             |
| Turkey Top 20 Chart (Billboard)     | 12             |
| UK Singles Chart                    | 1              |
| U.S. Billboard Hot 100              | 53             |
| U.S. Billboard Pop 100              | 39             |
| Romanian Singles Chart              | 92             |